# Моніка Арак де Ньєко
Моніка Арак де Ньєко (англ. Monica Arac de Nyeko) — угандійська письменниця, поетеса та есеїстка. Живе у Найробі, Кенія.

## Біографія
Моніка Арак де Ньєко походить з району Кітгум на півночі Уганди. Дитинство провела, в основному, в Кампалі, але кілька років відвідувала середню школу в місті Гулу, Північна Уганда. Вивчала літературу та англійську мову у коледжі Св. Марії в Кісубі. Здобула педагогічну освіту в Університеті Макерере та ступінь магістра гуманітарних наук у Гронінгенському університеті , Нідерланди.
У 2007 році стала першим угандійцем-лауреатом премії Кейна за африканський літературний твір зі своїм оповіданням «Дерева Джамбула» (Jambula Tree). Раніше вона була номінована на цю премію у 2004 році за оповідання «Дивний фрукт» (Strange Fruit), розповідь про дітей-вояків у Північній Уганді. Вона є членом Асоціації письменниць Уганди (FEMRITE).
У 2014 році її внесли до списку Africa39, який оголошений на Лондонському книжковому ярмарку. Це список з 39 найперспективніших письменників Африки, що мешкають на південь від Сахари, у віці до 40 років.